# Агэмаку
Агэмаку (яп. 揚幕) — занавес, используемый в некоторых видах японского театра — бунраку, кабуки, кёгэне и но.
В театре но агэмаку имеет яркую раскраску — широкие вертикальные полосы зелёного, жёлтого, красного, белого и фиолетового цветов. Когда актёр выходит на сцену, занавес поднимается при помощи двух бамбуковых шестов, прикреплённых к его нижним углам, полностью (т. н. хоммаку) или наполовину (т. н. хаммаку).
В театре кабуки, в отличие от театра но, агэмаку не поднимается вертикально, а отодвигается сбоку.